# محمد خلیل
محمد خلیل (انگلیسی: Mohamed Khalil؛ زادهٔ ۵ مارس ۱۹۳۹) بازیکن واترپلو اهل مصر بود.